# لويس إم. ألين
لويس إم. ألين (بالإنجليزية: Lewis M. Allen)‏ هو منتج أفلام أمريكي، ولد في 27 يونيو 1922 في بريفيل في الولايات المتحدة، وتوفي في 8 ديسمبر 2003 في نيويورك في الولايات المتحدة بسبب سرطان البنكرياس.

## وصلات خارجية
- لويس إم. ألين على موقع IMDb (الإنجليزية)
- لويس إم. ألين على موقع قاعدة بيانات برودواي على الإنترنت (الإنجليزية)
- لويس إم. ألين على موقع قاعدة بيانات برودواي على الإنترنت (الإنجليزية)
- لويس إم. ألين على موقع قاعدة بيانات الفيلم (الإنجليزية)